# Spiranthera guianensis
Spiranthera guianensis là một loài thực vật có hoa trong họ Cửu lý hương. Loài này được Sandwith miêu tả khoa học đầu tiên năm 1928.